# Vibrissea
Vibrissea es un género de hongos en la familia Vibrisseaceae. Según el Dictionary of the Fungi (10.ª edición, 2008), este género posee una distribución amplia y comprende unas 30 especies semiacuáticas o acuáticas.

## Especies
- Vibrissea albofusca
- Vibrissea catarhyta
- Vibrissea decolorans
- Vibrissea dura
- Vibrissea fergussonii
- Vibrissea filisporia
- Vibrissea flavovirens
- Vibrissea guernisacii
- Vibrissea leptospora
- Vibrissea margarita
- Vibrissea microscopica
- Vibrissea norvegica
- Vibrissea nypicola
- Vibrissea pfisteri
- Vibrissea sporogyra
- Vibrissea truncorum
- Vibrissea turbinata
- Vibrissea vibrisseoides